# Laëtitia Pujol

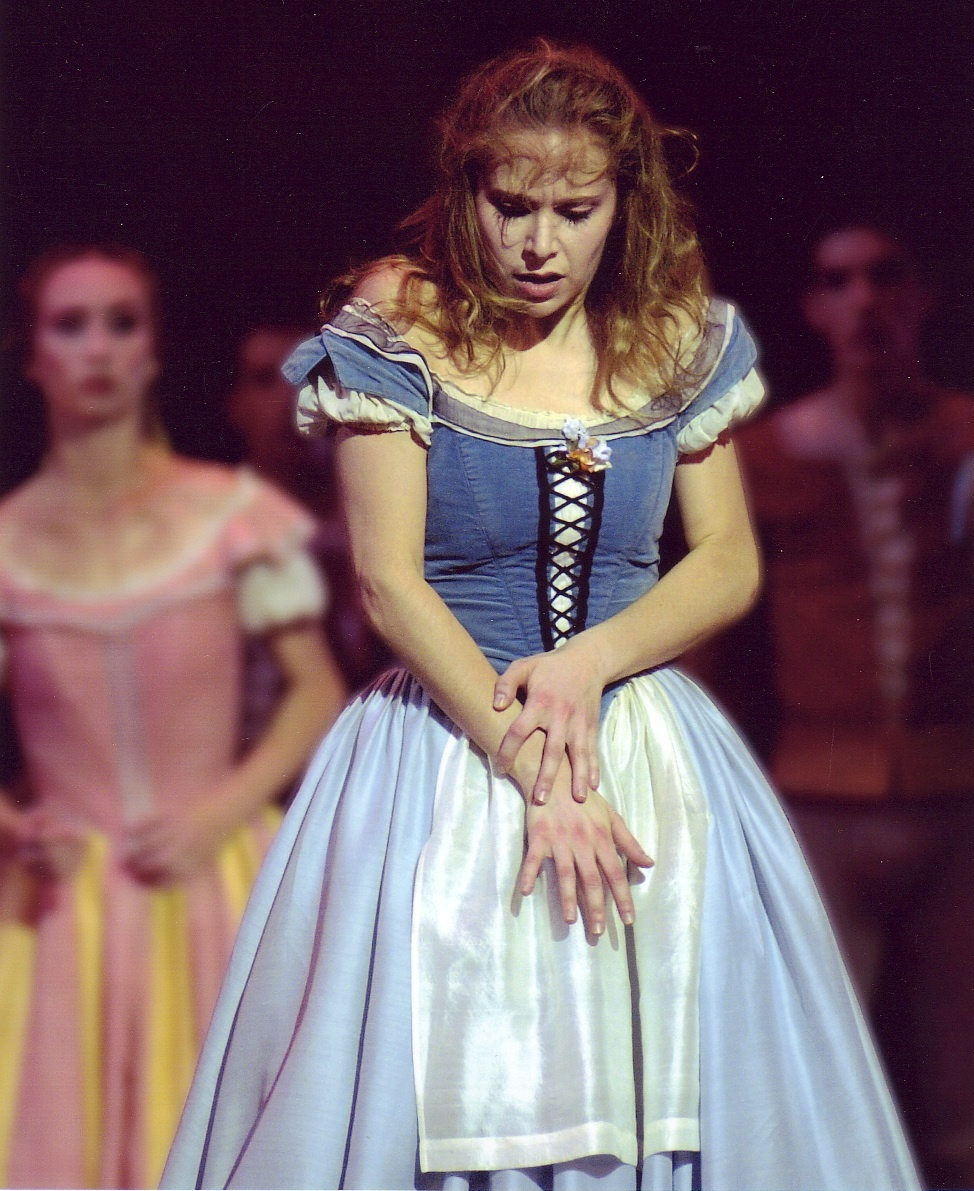
Laëtitia Pujol in der Ballettproduktion Giselle

Laëtitia Pujol (* 8. Oktober 1975 in Morlaix) ist eine französische Balletttänzerin. Sie hat beim Ballett der Pariser Oper den Rang eines étoile inne.
Pujol absolvierte ihre Tanzausbildung am Regionalkonservatorium von Toulouse. Nachdem sie 1992 den Prix de Lausanne gewonnen hatte, wurde sie in die Ballettschule der Pariser Oper aufgenommen. Ein Jahr später trat sie dem corps de ballet der Pariser Oper bei.
Am 2. Mai 2002 wurde sie nach einer Vorstellung des Balletts Don Quichotte zur danseuse étoile ernannt.
Pujols Repertoire umfasst sowohl die Haupt- und Titelrollen der großen Ballettklassiker als auch moderne Werke.

## Preise und Auszeichnungen
- 1992: Hauptpreis beim Prix de Lausanne
- 1994: Silbermedaille (Kategorie Junioren) beim Internationalen Ballettwettbewerb in Warna
- 1997: Prix du Cercle Carpeaux
- Chevalier des Arts et des Lettres

## Filmografie
- Jewels (2000, Ballettproduktion der Pariser Oper)
- Giselle (2007, Ballettproduktion der Pariser Oper)